# Mahdlgupf
Der Mahdlgupf ist ein 1261 m ü. A. hoher Berg im Höllengebirge auf dem Gebiet der Gemeinde Steinbach am Attersee.
Der Gipfel befindet sich am Mahdlschneid zwischen Schoberstein und Brennerin.
Der Normalweg führt von Weißenbach am Attersee vorbei am Kleinen und Großen Schoberstein.
2012 baute der 'Errichter- und Erhaltungsvereins Mahdlgupf' einen Klettersteig durch die Nordwestwand. Dieser hatte ursprünglich Schwierigkeit D, wurde häufig unterschätzt und zuletzt jährlich von 10.000 Kletterern benutzt. Der Einstieg wurde daher 2020 verlegt um ihn schwieriger zu machen und weist seitdem einen Überhang auf. Die Daten sind nun: B/C bis D/E, 600 Hm, 1200 Seilmeter.
Am 4. Juli 2021 kam ein geübter 50-jähriger Barfußkletterer auf die alte Route, hielt sich beim Rückzug mit der Hand an einem Stahlseil fest, das jedoch nicht mehr im Fels verankert war, stürzte daher 20–30 m ab und verletzte sich schwer.